# Raymond de Besmedin
 (mai 2025).
Raymond de Besmedin, ou Raymond Embriaco, ou encore Raymond du Gibelet, mort après 1253, est un noble d'origine génoise. Il est le fils aîné d'Hugues de Besmedin, premier seigneur de Besmedin, et de son épouse Agnès de Ham. Du côté paternel, il est donc l'arrière petit-fils de Guillaume II Embriaco, seigneur du Gibelet.
Après 1229, à la mort de son père, il lui succède comme seigneur de Besmedin, dans le comté de Tripoli.
Lorsque l'empereur Frédéric II arrive en Terre sainte en juillet 1228 lors de la sixième croisade, il nomme Raymond comme sénéchal du royaume de Jérusalem, poste qu'il occupe jusqu'en 1240 environ.
Il épouse en premières noces Marguerite de Scandalion, sœur de Pierre, seigneur de Scandalion, avec qui il a trois enfants :
- Jean de Besmedin (cité en 1243), qui épouse Poitevine, fille du maréchal de Trípoli ;
- Echive de Besmedin, qui épouse Raymond Viscomte ;
- Agnès de Besmedin.

Il épouse en secondes noces Alix de Soudin, avec qui il a cinq enfants :
- Hugues de Besmedin (mort jeune) ;
- Henri de Besmedin, qui succède à son père comme seigneur de Besmedin ;
- Bertrand de Besmedin (mort jeune) ;
- Suzanne de Besmedin (mort jeune) ;
- Marie de Besmedin, qui épouse Gui de Montolif.

Il meurt après 1253.